# عطية (جفال)
عطية (بالفارسية: عطیه) هي قرية تقع في إيران في قسم جفال الريفي. يقدر عدد سكانها بـ 628 نسمة بحسب إحصاء 2016.